# Acanthoctenus
Acanthoctenus is een geslacht van spinnen uit de  familie van de Ctenidae (kamspinnen).

## Soorten
- Acanthoctenus gaujoni Simon, 1906
- Acanthoctenus kollari (Reimoser, 1939)
- Acanthoctenus maculatus Petrunkevitch, 1925
- Acanthoctenus mammifer Mello-Leitão, 1939
- Acanthoctenus obauratus Simon, 1906
- Acanthoctenus plebejus Simon, 1906
- Acanthoctenus remotus Chickering, 1960
- Acanthoctenus rubrotaeniatus Mello-Leitão, 1947
- Acanthoctenus spiniger Keyserling, 1877
- Acanthoctenus spinipes Keyserling, 1877